# Aiouea talamancensis
Aiouea talamancensis är en lagerväxtart som beskrevs av W. Burger. Aiouea talamancensis ingår i släktet Aiouea och familjen lagerväxter. Inga underarter finns listade i Catalogue of Life.